# Dudu Georgescu
Dudu Georgescu (Bucarest, 1 de setembre de 1950) fou un futbolista romanès de la dècada de 1970.
Destacà com a futbolista al Dinamo Bucarest on fou un dels més grans golejadors romanesos. Guanyà la Bota d'or europea dos cops.

## Palmarès
Dinamo București
- Lliga romanesa de futbol: 4

1975, 1977, 1982, 1983
- Copa romanesa de futbol: 1

1982
Progresul Bucuresti
- Liga II: 1

1970
Individual
- Màxim golejador de la lliga romanesa de futbol: 4

1975, 1976, 1977, 1978
- Futbolista romanès de l'any: 1

1976
- Bota d'or: 2

1975, 1977